# Lerøyna
Lerøyna (auch Lerøy) ist eine Insel im südlichen Teil der norwegischen Kommune Øygarden im Fylke Vestland. Mit ihrer kleineren Nachbarinsel Bjelkarøyna und einer Reihe kleinerer Inseln bildet sie eine Inselgruppe am Eingang des Raunefjords zwischen Hjellestad in der Gemeinde Bergen im Osten und Klokkarvik auf Sotra im Westen.
Die etwa 1,9 km² große Insel hat etwa 10 feste Bewohner, die vor allem um die Bucht Vika im Westen Lerøys leben, wo sich auch der Fährkai befindet. Hinzu kommen einige Ferien- und Bootshäuser im Südwesten und Norden der Insel, während der südliche, östliche und ein Großteil des nordwestlichen Teils der Insel unbebaut sind.
Im Nordosten Lerøys befindet sich der heute verlassene Familienfriedhof der Familie Wilhelmseen, welche den nahegelegenen Handelsposten Bukken betrieb.
1916 errichtete das norwegische Militär eine Batterie mit zwei 6,5 cm Kanonen und einer Reichweite von 4000 Metern im Südwesten der Insel, um die Einfahrt in den Lerøyosen und den Raunefjord zu sichern. Am 9. April 1940, dem Tag der deutschen Invasion in Norwegen, legte das norwegische Minenschiff Tyr sieben Minen im Lerøyosen zwischen Klokkarvik und Lerøyna und die Batterie feuerte mehrere Schüsse, allerdings ohne Wirkung, auf deutsche Kriegsschiffe. Während der folgenden Besatzungszeit wurde die Batterie ausgebaut und durch Bunker, Baracken und Luftabwehr ergänzt. Reste der Anlage sind bis heute zu sehen. Ein Gedenkstein erinnert seit 2013 an russische Kriegsgefangene, die auf der Insel gefangen gehalten wurden.
Eine Fähre verbindet Lerøy mit Bjelkarøy, Hjellestad und Klokkarvik mit bis zu 8 täglichen Abfahrten.